# Affaire Bennis
Pour les articles homonymes, voir Bennis.
L'affaire Bennis est une affaire judiciaire québécoise entourant la mort de Mohamed Anas Bennis causée par le policier Yannick Bernier le jeudi 1er décembre 2005 dans le quartier montréalais de Côte-des-Neiges.

## Mort de Mohamed Anas Bennis
Le 1er décembre 2005, vers 6 h 30, après la prière du matin, Mohamed Anas Bennis, homme de 25 ans originaire du Maroc, sortait d'une mosquée proche de chez lui dans le quartier de Côte-des-Neiges, à Montréal,,. Deux policiers du poste de quartier 25 (Côte-des-Neiges Ouest) du Service de police de la ville de Montréal, Yannick Bernier, policier depuis 4 ans seulement, et Jonathan Roy qui étaient déployés pour participer à une opération policière avec la Gendarmerie royale du Canada et la Sûreté du Québec enquêtant sur un groupe algérien ayant supposément des liens avec le terrorisme international. Vers 7h15, les policiers ont croisé Mohamed Anas Bennis qui était à ce moment-là barbu, vêtu d'une djellaba et d'un taqiyah (en) à l’intersection de l'avenue Kent et du chemin de la Côte-des-Neiges. Une altercation s'ensuivit et Yannick Bernier a tiré une balle dans l'épaule d'Anas Bennis et une autre en plein cœur,. Anas Bennis mourut de ses blessures à l'hôpital général juif, le jour même. Le vendredi 9 décembre 2005, il a été enterré au cimetière musulman de Laval après la prière du vendredi et la prière funéraire

### Version policière
Selon des policiers Abderazak Bouhenniba, Yannick Bernier et Jonathan Roy, lorsqu'Anas Bennis était à un mètre de Yannick Bernier, il aurait crié « Allahu akbar », puis aurait sorti un couteau de cuisine et aurait incisé le cou et la cuisse droite de Yannick Bernier. Plus tard, il sera révélé que ses blessures étaient superficielles et nécessitaient aucune hospitalisation. Ensuite, Anas Bennis aurait plaqué Yannick Bernier au sol et l'aurait frappé avec son couteau. Jonathan Roy aurait couru vers son collègue en sortant son arme. À 1,5 mètre de lui, Anas Bennis aurait « bondi » en sa direction et, c'est à ce moment que Yannick tira sur Mohamed.

## Enquêtes

### Enquête du Service de police de la ville de Québec
Le 13 avril 2006, une enquête privée organisée par le Service de police de la ville de Québec (SPVQ) déclare que Mohamed Anas Bennis a attaqué les policiers sans aucun motif particulier et qu'aucune accusation peut être faite. En raison de l'article 101 de Loi sur la recherche des causes et des circonstances des décès, le rapport final de l'enquête incluant toute information concernant le couteau, la raison à laquelle les caméras de surveillance n'étaient pas employées comme une preuve, les blessures de Yannick Bernier et le rapport complet restaient strictement confidentiels,.

#### Réactions
La famille, qui est représentée par l'avocat Alain Arsenault, et la coalition Justice pour Anas ont contesté les résultats de l'enquête policière et ont demandé une enquête du Bureau du coroner. Le 3 juin 2008, la coroner Louise Nolet ordonne une enquête publique sur la mort d'Anas Bennis le 29 septembre 2008. En août 2008, la Fraternité des policiers et policières de Montréal (FPPM) poursuit le Bureau du coroner pour faire annuler l'enquête. Le 21 octobre 2008, la Ligue des Noirs, la Ligue des droits et libertés se joignent à la Coalition Justice pour Anas pour réclamer une enquête publique et condamnent la poursuite en justice du syndicat policier. Dan Philips, président de la Ligue des Noirs du Québec déclare:

« La famille Bennis, de même que le public en général, a le droit de savoir ce qui s'est passé le matin du 1er décembre 2005. Dans tous les cas où la police commet des actes de violence ou cause la mort, il devrait y avoir une enquête publique et ouverte sur ce qui s'est passé, car on ne peut pas dépendre sur la police pour enquêter sur la police comme c'est le cas actuellement au Québec. »

 En octobre 2008, la coalition Justice pour Anas organise une manifestation devant les locaux du FPPM. Par conséquent, le SPVM a bloqué deux rues autour des bureaux du FPPM, a redirigé les bus et a déployé près de 50 policiers. Le 2 septembre 2010, la juge Claude Champagne de la Cour supérieure du Québec rejette la requête du FPPM et affirme que l'enquête a le droit d'avoir lieu,,.

### Enquête publique du coroner
Le 27 avril 2011, la coroner Catherine Rudel-Tessier ouvre une enquête publique sur la mort d'Anas Bennis au Palais de justice de Laval,. Cependant, elle ne reconnaît pas la coalition Justice pour Anas comme un parti intéressé et les audiences de l'enquête sont boycottés par le père du défunt qui attendait que les frais d'avocat soient couverts par le gouvernement fédéral et provincial,. L'enquête a conclu le 30 juin 2011 que les policiers n'ont eu d'autre choix pour se défendre qu'employer une arme à feu contre Anas Bennis bien qu'il reste impossible de savoir pourquoi il a attaqué les policiers,. Le rapport du bureau du coroner indique que la victime était « fragile, souffrant de problèmes d'anxiété et de dépression ». Le Bureau du coroner n'a porté aucun chef d'accusation envers les policiers.

#### Réactions
La coalition Justice pour Anas a dénoncé le fait que la coroner n'ait pas remis en question la version des faits des policiers et qu'elle n'a pas abordé la question du profilage racial considérant qu'en 2008, Jonathan Roy ait été suspendu pour brutalité et profilage racial. La coalition a porté plainte contre la coroner Catherine Rudel-Tessier le 3 novembre 2011.

## Actions militantes

### Manifestations
Le 7 janvier 2006, l'Association pour la vérité sur la mort d'Anas, fondée en 2005 par le Groupe Atlas Média et le père d'Anas Bennis, organisent une marche dans le quartier de Côte-des-Neiges appelant à une enquête publique sur la mort d'Anas Bennis. Plus de 2000 citoyens manifestants y participent dont  la Ligue des Noirs du Québec, le Conseil musulman de Montréal et Denis Coderre,.
En 2010, une marche a été organisée dans les rues de Côte-des-Neiges pour commémorer le cinquième anniversaire de la mort de Anas Bennis et une vigile à la chandelle a été orchestrée devant les bureaux de la Fraternité des policiers et des policières de Montréal.